# Per Rudenstam
Per Ingvar Emanuel Rudenstam, född 25 mars 1927 i Skärstads församling i Jönköpings län, död 12 september 2021, var en svensk arkitekt som framförallt arbetat med restaureringar av kyrkor, till exempel i Hakarps kyrka under 1990-talet. Han har även ritat ett antal nybyggnationer, såsom Råslätts kyrka och Ekenässjöns kyrka, invigda på 1970-talet och Grenna museum i början av 2000-talet. Efter sin pensionering överlämnade han sitt arkiv till Jönköpings läns museum.